# أنا والدمى
انا والدمى (بالإنجليزية: Me and My Monsters)‏ هو مسلسل أطفال عائلي كوميدي،
غيرت تلفزيون ج اسم المسلسل من انا ووحوشي إلى انا والدمى.

## العرض
تم عرضه على سي بي بي سي البريطانيه و
نكلوديون الاستراليه و TEN tv الأسترالية أيضا
في 28 اكتوبر عام 2010
عدد حلقاته 26 ومدة الحلقة 25د

### قصة المسلسل
القصة مأخوذة من رواية بريطانية باسم «الطابق السفلي» و «مدرسة الوحوش»
تدور احداث المسلسل حول عائلة كارلسون الأسترالية التي انتقلت للعيش في المملكه المتحده
حيث يشتروا منزل هناك لكن عندما يسكنوه يكتشفوا انهم ليسوا الوحيدين داخل المنزل!
حيث كان هناك وحوش مخيفة تسكن فيه.
هذه الوحوش التي اتضح انهم ظرفاء يحاولوا اخافة كل من يسكن المنزل كي يتركوه لهم
لكن الطفل ايدي من عائلة كارلسون لم يخف منهم بل احبهم وتعلق بهم وهم كذلك الطفل أدي
ومن هنا تبدأ المتاعب في اخفائهم عن الناس ومحاولات أخته الكبيرة وابيه في أبعاد الوحوش الظرفاء

### الشخصيات
1. إيدي -الابن Macauley Keeper[2]
2. انجيلا - الابنة Ivy Latimer
3. كيت -الام Lauren Clair
4. نك -الاب Felix Williamson

### الدمى
1. فيند - قزم اخضر يعتبر نفسة زعيم الدمى
2. هاغيز -سمين احمر يخاف كثيرا لا يتقن عمل أي شئ
3. نورمان -غريب اطوار بنفسجي يتحدث بالغه غير مفهومه

### إصدار الـDVD
تم الإفراج عن السلسة كامله على اقراص دي في دي في أستراليا والولايات المتحدة وسويسراو النرويج وألمانيا بعد اربع أشهر من عرض المسلسل.

### الدبلجة
تم دبلجته بـ13 لغة غير الإنجليزية وهي
التركية والأسبانية والايطالية والهنغارية والبرتغالية والفرنسية واليابانية

### وصلات خارجية
- أنا والدمى على موقع IMDb (الإنجليزية)
- أنا والدمى على موقع كينوبويسك (الروسية)
- أنا والدمى على موقع قاعدة بيانات الفيلم (الإنجليزية)